# Cova de Cuberes

La Cova Cuberes, d'en Cuberes, en alguns mapes, és una cova del terme de Conca de Dalt, al Pallars Jussà, dins de l'antic terme de Toralla i Serradell.
Està situada al capdamunt de la vall del riu de Serradell, a ponent del poble de Serradell. És al vessant de llevant del Serrat de Ladres, a l'esquerra del barranc del Carant de l'Os.
Es tracta d'una cova descoberta el 1951 en procedir a la voladura d'una esquerda bufadora situada al mig d'un torrent. El senyor Cuberes, en aquell moment alcalde de Toralla i Serradell, posa en coneixement del Grup d'Espeleologia de Badalona l'existència de la cavitat, i en anys successius aquest grup explora la cavitat fins poc abans del pas conegut com "la Perxa", prop de l'entrada. El 1972 membres del grup Gelera aconsegueixen superar el pas de "la Perxa" i exploren alguns metres de galeries superiors. No és fins al 1975 quan la SIE del C.E.Àliga reprèn les exploracions desobstruint una gatera al final de la Galeria Gelera i des d'aleshores fins a l'actualitat fa avenços importants en la seva exploració. El 1978 la SIE situa la cavitat en els 4.712 metres de recorregut, en tot de galeries, amb un riu subterrani, el riu Auzmendi. Aquest riu, a través d'una coloració, es descobreix que surt a la superfície a la Font d'Amont, de Rivert.
El 1981 la cavitat arriba als 5.463 metres de galeries, i a la totalitat del desnivell conegut actualment, amb la qual cosa aquesta cova esdevé la més llarga i de més fondària de les cavitats catalanes. El 1983 s'arriba als 6.439 metres, i el 1985 als 7.550, després de descobrir dues xarxes més de galeries. El 1993 se superen els 9.000 metres, i el 1996 s'assoleixen els 12.954. Finalment, el 2001 s'arriba a la totalitat del que es coneix avui dia.
És una cova molt complexa, amb dues galeries inicials (Badalona i Gelera), un complex de galeries denominat Complex Auzmendi, un riu, també anomenat Auzmendi, que conté una xarxa de galeries, la Xarxa del 83, i una zona amb una important galeria ascendent anomenada L'Ascensor i altres xarxes de galeries, com la Xarxa del 84, Complex del 95, Galeria Perxada.